# Ablis
 Ablis  es una población y comuna francesa, situada en la región de Isla de Francia, departamento de Yvelines, en el distrito de Rambouillet y cantón de Rambouillet. Está a 13 kilómetros al sur de Rambouillet. Tenía 3 443 habitantes en 2018.

## Demografía
| Gráfica de evolución demográfica de Ablis entre 2006 y 2018 |
|                                                             |

Fuentes: INSEE.

## Clima
El clima de Ablis es templado de tipo oceánico, característico de la Isla de Francia. Las moderadas temperaturas varían entre 2 °C y 5 °C en invierno (medición de enero) y entre 14 °C y 25 °C en verano (medición de julio).

## Personajes célebres
- Geoffroy de Abis, muerto en Lyon entre 1316 y 1319. Religioso dominicano e inquisidor célebre.